# Tríptico da Vida da Virgem (Bouts)
Tríptico da Vida da Virgem é uma pintura a óleo sobre carvalho do pintor flamengo Dirck Bouts, datada de c. 1445. Encontra-se no Museu do Prado.
O tríptico é composto por quatro cenas da vida da Virgem Maria que descrevem o seu papel na Redenção: Anunciação, Visitação, Nascimento de Jesus, e Adoração dos Magos. Os portais esculpidos foram influenciados pelo Retábulo de Miraflores de Rogier van der Weyden. São, também, visíveis afinidades com a  Natividade de Petrus Christus, de tal forma que a pintura já foi uma vez atribuída a  Christus. Erwin Panofsky acha que a grande ligação entre as pinturas é uma evidência de que o jovem Dirck Bouts seguiu o exemplo de Petrus Christus no início da sua carreira.

## Galeria

Rogier van der Weyden, Retábulo de Miraflores, óleo sobre painel, 38,7 cm × 30,3 cm, Gemäldegalerie, Berlim
Petrus Christus, Natividade, óleo sobre painel, 127,6 cm x 94,9 cm, Galeria Nacional de Arte, Washington, D.C.